# Vạn lý Trường chinh

Bản đồ tổng quan các tuyến đường của cuộc Vạn lý Trường chinh

Vạn lý Trường chinh (wanli changzheng), tên đầy đủ là Nhị vạn ngũ thiên lý trường chinh, là một cuộc rút lui quân sự của Hồng Quân Công Nông Trung Hoa, với hành trình dài 25 ngàn dặm (12.000 km), bắt đầu từ Giang Tây, tiến về phía tây tới Tây Tạng rồi đi ngược lên phía bắc, tới tận Diên An của tỉnh Thiểm Tây. Trong cuộc Vạn lý Trường chinh, kéo dài 370 ngày  từ 16 tháng 10 năm 1934 đến ngày 19 tháng 10 năm 1935, Hồng quân luôn luôn bị quân của Tưởng Giới Thạch truy kích và phải đương đầu với núi cao, sông rộng, đói khát, bệnh tật và tuyết lạnh. Khi khởi đầu cuộc rút lui, Hồng quân có hơn 86 ngàn người , nhưng khi kết thúc cuộc Vạn lý Trường chinh, số Hồng quân sống sót chỉ còn ít hơn 7 ngàn.

## Bối cảnh

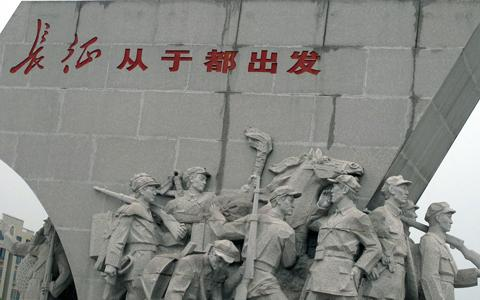
Tượng đài tưởng niệm cuộc Vạn lý Trường chinh

Từ năm 1930, lãnh đạo Trung Quốc Quốc Dân Đảng là Đại thống chế Tưởng Giới Thạch bắt đầu lo ngại trước sự phát triển mau lẹ và mạnh mẽ của Đảng cộng sản tại căn cứ Giang Tây, nên tập trung sức mạnh vào việc tiêu diệt. Đảng cộng sản đứng đầu là Mao Trạch Đông áp dụng chiến thuật:
Địch tiến, ta lui.
Địch dừng lại, ta quấy rối.
Địch không muốn, ta tấn công.
Địch rút lui, ta truy kích.
Nhờ chiến thuật đó, Đảng cộng sản đánh thắng được ba đợt bao vây đầu tiên của Quốc dân Đảng.
Năm 1931, Tưởng tập trung một lực lượng hùng hậu trên 300 ngàn binh sĩ, với ý định tràn ngập căn cứ Xô viết Giang Tây (Đảng cộng sản chỉ có 30 ngàn quân). Nhưng chính lúc đó quân Nhật tiến chiếm Mãn Châu, khiến Tưởng Giới Thạch phải tạm hoãn chiến dịch để lo đối phó với quân Nhật. Nhờ vậy, Đảng cộng sản có đủ thời giờ dưỡng sức, đánh bại được đợt bao vây lần thứ tư của Quốc dân Đảng.

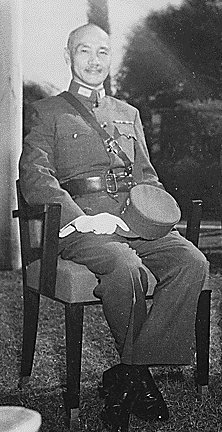
Đại thống chế Tưởng Giới Thạch, năm 1934 (thời kỳ bao vây Giang Tây)

Vào tháng 10 năm 1933, Tưởng Giới Thạch quyết định động viên toàn lực, tung ra cuộc tổng tấn công lần thứ năm để tiêu diệt Khu Xô viết Giang Tây. Cuộc bao vây tấn công này kéo dài trong nhiều tháng và gây khốn đốn cho những người cộng sản, 50 ngàn Hồng quân đã tử trận, đến mùa hè năm 1934, Xô viết Giang Tây chỉ còn khoảng phân nửa so với ban đầu. Đến tháng 9 năm 1934, Tưởng Giới Thạch đã tổ chức một Hội nghị quân sự tại Lư Sơn đúc kết kinh nghiệm 5 lần tiến hành bao vây khu Xô viết trung ương, vạch ra kế hoạch tiêu diệt dứt điểm toàn bộ ban lãnh đạo cộng sản tối cao. Kế hoạch này mang tên "Chiếc thùng sắt"

## Kế hoạch Chiếc thùng sắt
Kế hoạch Chiếc thùng sắt được sự cố vấn của Hans von Seeckt, một viên tướng Đức, được triển khai như sau:
- Tập trung lực lượng lên đến 1,5 triệu quân, 270 máy bay và 200 khẩu pháo theo chiến lược "chia ra để bao vây và hợp lại để tấn công" tạo thành bức tường sắt bao vây lực lượng chủ đạo của quân cộng sản và Trung ương Đảng Cộng sản Trung Quốc.
- Lấy mục tiêu trung tâm là Thụy Kim, trung tâm lãnh đạo của khu Xô viết, các đơn vị quân đội Quốc dân đảng sẽ tấn công hướng tâm nhằm hình thành một vòng vây kín cách Thụy Kim 150 km. Sau đó, mỗi ngày sẽ tấn công giành thêm 5 km và đào công sự kiên cố hình thành nên 30 hệ thống hàng rào dây thép gai cùng tuyến phong tỏa bằng hỏa lực mạnh.
- Mục đích: Cắt đứt các tuyến giao thông, phong tỏa tất cả các nguồn thông tin và hậu cần của Hồng quân cuối cùng dồn lực lượng chủ lực của quân cộng sản vào một khu vực hẹp rồi tổng tấn công.
- Mục tiêu: Trong vòng 1 tháng tiêu diệt toàn bộ lực lượng cộng sản tại khu Xô viết Giang Tây.

Tưởng Giới Thạch hy vọng rất nhiều vào kế hoạch này. Các loại tài liệu quân sự liên quan đến Kế hoạch "Chiếc thùng sắt" được chuẩn bị rất chi tiết và giữ tuyệt mật. Tuy nhiên, ngay sau khi Hội nghị quân sự kết thúc không lâu, Trung ương Đảng Cộng sản Trung Quốc đã có được toàn bộ nội dung kế hoạch này.

## Hồng quân quyết định rút lui
Để tránh bị tiêu diệt, bằng một quyết định táo bạo, các lãnh tụ Đảng cộng sản quyết định đưa quân rút lui lên vùng hoang giá của miền bắc Trung Hoa. Riêng Trần Nghị  được giao phó trọng trách ở lại, áp dụng chiến thuật du kích, quấy phá để cầm chân đối phương. Quân số dưới quyền Trần Nghị có khoảng 30 ngàn người, trong đó có trên 10 ngàn bị thương nặng, chỉ có bảy ngàn được huấn luyện như quân chính quy, số còn lại chỉ là dân quân du kích, phần lớn chưa bao giờ được dùng súng, chỉ được cung cấp dao và lựu đạn, trong số người ở lại còn có Cù Thu Bạch, tổng bí thư tiền nhiệm đang bị ốm, Mao Trạch Đàm, em trai Mao Trạch Đông. Sau khi Hồng quân rút đi vài tuần, quân Quốc Dân Đảng tràn vào vùng Xô viết tàn sát Hồng quân, chỉ có vài trăm người sống sót, Mao Trạch Đàm bị giết ngày 26/4/1935, Cù Thu Bạch bị bắt, bị tra tấn và dụ hàng nhưng ông vẫn giữ vững khí tiết, sau đó thì bị Quốc dân đảng hành quyết vào ngày 18/06/1935 khi mới 35 tuổi.

## Diễn biến
Ngày 10 tháng 10 năm 1934 bắt đầu cuộc trường chinh. Hệ thống lãnh đạo được tổ chức rất chặt chẽ. Otto Braun (Lý Đức) là tư lệnh hồng quân, Bác Cổ là tổng bí thư Đảng, Chu Ân Lai là chủ tịch Ủy ban Quân sự và phụ trách các vấn đề hành chánh, Chu Đức là phó tư lệnh, Vương Gia Tường là giám đốc Bộ Chính trị, Lưu Bá Thừa là tham mưu trưởng. Mao Trạch Đông khi đó chưa có quyền lãnh đạo Đảng Cộng sản Trung Quốc.

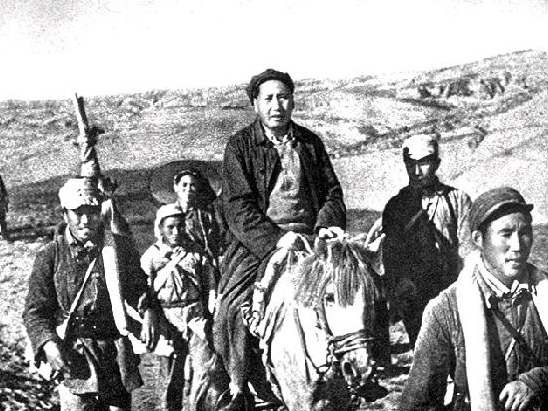
Mao Trạch Đông trong cuộc Vạn lý Trường chinh.

Hồng quân được phân làm hai lộ quân; lộ quân thứ nhất do Diệp Kiếm Anh lãnh đạo, lộ quân thứ hai do Lý Quế Nhân và Đặng Phát chỉ huy.
Tương quan lực lượng lúc bắt đầu cuộc trường chinh như sau: 
- Hồng quân có 90.000 quân với 33.243 khẩu súng đủ loại, trong đó có 651 súng hạng nặng, 38 khẩu súng cối, hai triệu băng đạn, gần ba ngàn đạn súng cối và gần 80 ngàn lựu đạn.
- Tưởng Giới Thạch huy động 100 trung đoàn, gồm khoảng từ 300 tới 400 ngàn quân để truy đuổi Hồng quân.

Để giữ bí mật và tránh bị quân Quốc dân đảng truy kích đoàn người ngày nghỉ đêm đi, chọn những con đường mòn, và tránh những con lộ lớn. Lúc này quân Quốc dân đảng vẫn chưa khám phá được cuộc rút lui của Hồng quân, và chưa bắt đầu cuộc truy kích, Tưởng Giới Thạch vẫn yên trí Hồng quân sắp bị tận diệt đến nơi và không còn cách nào thoát được vòng vây của quân Quốc dân đảng.
Ngày 21 tháng 10 năm 1934, Hồng quân vượt qua vòng vây đầu tiên của Quốc quân tại vùng cực nam của Giang Tây. Tại đây họ gặp một sức kháng cự yếu ớt của một đơn vị quân Quốc dân đảng. Khi biết được cuộc di chuyển của Hồng quân, Thống chế Tưởng Giới Thạch ra lệnh truy kích. Ngày 30 tháng 10, họ Tưởng phong sứ quân Hồ Giản của tỉnh Hồ Nam làm Tổng tư lệnh lực lượng truy kích, và yêu cầu Hồ Giản kết hợp với Sử Du và Chu Hùng Viện hai tướng thiện chiến đem 15 sư đoàn bao vây và phục kích Hồng quân tại sông Tương Giang thuộc địa phận huyện Đạo tỉnh Hồ Nam và huyện Toàn Châu tỉnh Quảng Tây.
Trận đánh sông Tương Giang kéo dài một tuần lễ, từ ngày 25 tháng 11 đến ngày 3 tháng 12 đã gây ra thiệt hại to lớn cho Hồng quân Trung Quốc. Sư đoàn Thanh niên cộng sản, Sư đoàn 34, Trung đoàn 18 của Quân đoàn 3 và phần lớn Quân đoàn 8 bị quân Quốc dân đảng tiêu diệt hoàn toàn. Sư đoàn 1 có 2800 binh sĩ lúc khởi đầu cuộc Trường Chinh, nhưng khi qua sông Tương Giang chỉ còn lại 1400 người. Nguyên soái Lưu Bá Thừa nhận định: "Mặc dầu Hồng quân vượt qua được sông Tương Giang, nhưng phải trả một giá quá đắt. Hơn phân nửa hồng quân bị tiêu diệt". Rất nhiều dụng cụ như máy chiếu điện, súng lớn, máy phát điện phải ném xuống sông Tương Giang. Trận Tương Giang là một trận dữ dằn và đẫm máu nhất của Hồng quân trong suốt cuộc Vạn Lý Trường Chinh.
Sau trận đánh tại Tương Giang, tinh thần của quân lính rất ảm đạm, các chỉ huy hồng quân trở nên bất mãn, tức giận và mong muốn một sự thay đổi quyền lãnh đạo. Đúng lúc đó Mao Trạch Đông trình bày một kế hoạch mới để cứu vãn 30 ngàn hồng quân khỏi bị tiêu diệt hoàn toàn. Mao đề nghị:
- Loại bỏ kế hoạch tiến thẳng 250 dặm nữa về phía bắc, vượt qua Hồ Nam để tới căn cứ của tướng Hạ Long; chuyển hướng về căn cứ của Trương Quốc Đào tại phía bắc Tứ Xuyên. Căn cứ của Trương Quốc Đào rộng đến 40 ngàn kilômet vuông, có 3 triệu rưỡi dân và 80 ngàn quân, được trang bị và huấn luyện tốt. Căn cứ này xa hơn nhiều nhưng bảo đảm được sự sống còn của Hồng quân.
- Đốt bỏ những tài liệu văn khố nặng nề đang mang theo, chôn giấu những máy móc cồng kềnh và những vũ khí thặng dư.
- Số hồng quân sống sót chuyển biến thành một lực lượng nhẹ nhàng, hoạt động mau lẹ, tiến quân và chiến đấu linh động hơn.

Đề nghị của Mao được chấp thuận, đây là một chuyển hướng quan trọng cho sự thành công của cuộc Vạn Lý Trường Chinh.

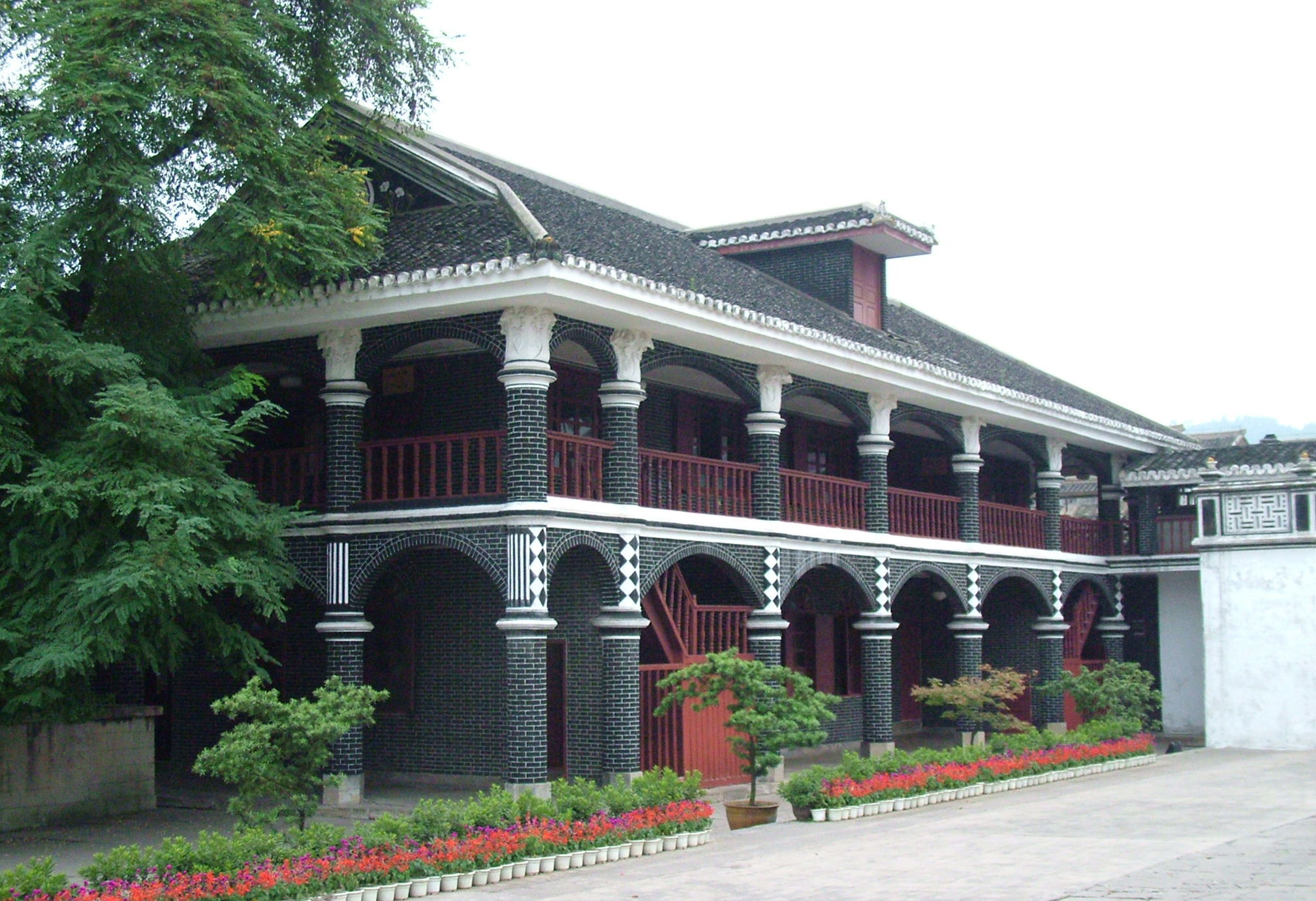
Nơi diễn ra Đại hội Tuân Nghĩa

Ngày 7 tháng 1 năm 1935, Hồng quân chiếm Tuân Nghĩa, một thị trấn cực bắc của Quý Châu. Tại Tuân Nghĩa, Bộ Chính trị triệu tập một cuộc đại hội mở rộng. Trong đại hội, quyền lãnh đạo đảng và quân đội của Lý Đức và Bác Cổ bị chống đối một cách quyết liệt. Kết quả hội nghị là Trương Văn Thiên (tức Lạc Phủ) lên làm Tổng Bí thư, Bộ Chính trị gồm: Trương Văn Thiên, Mao Trạch Đông, Chu Ân Lai, Bác Cổ, Hạng Anh, nhóm thân Nga mất quyền lãnh đạo, quyền hành thực tế vào tay Mao Trạch Đông.
Dưới sự lãnh đạo của Mao Trạch Đông, Hồng Quân đã một lần nữa phá được vòng vây của Quốc Dân Đảng ở sông Xích Thủy, Tuân Nghĩa. Qua bốn trận đánh vượt sông, Hồng Quân bị hy sinh 3 vạn chiến sĩ và hơn 3 nghìn người bị bắt sống. Tưởng Giới Thạch đích thân đến Quý Dương chỉ đạo quân Quốc Dân Đảng, nhưng đã không tiêu diệt được hoàn toàn Hồng Quân.
Ngày 29 tháng 5 năm 1935, Hồng Quân đánh chiếm cầu Lô Định (huyện Lô Định, tỉnh Tứ Xuyên) tạo điều kiện cho toàn cánh quân vượt qua sông Đại Độ an toàn và tránh bị tổn thất lớn như trong các trận Tương Giang và Xích Thủy. Vai trò của Lâm Bưu nổi lên từ trận này.

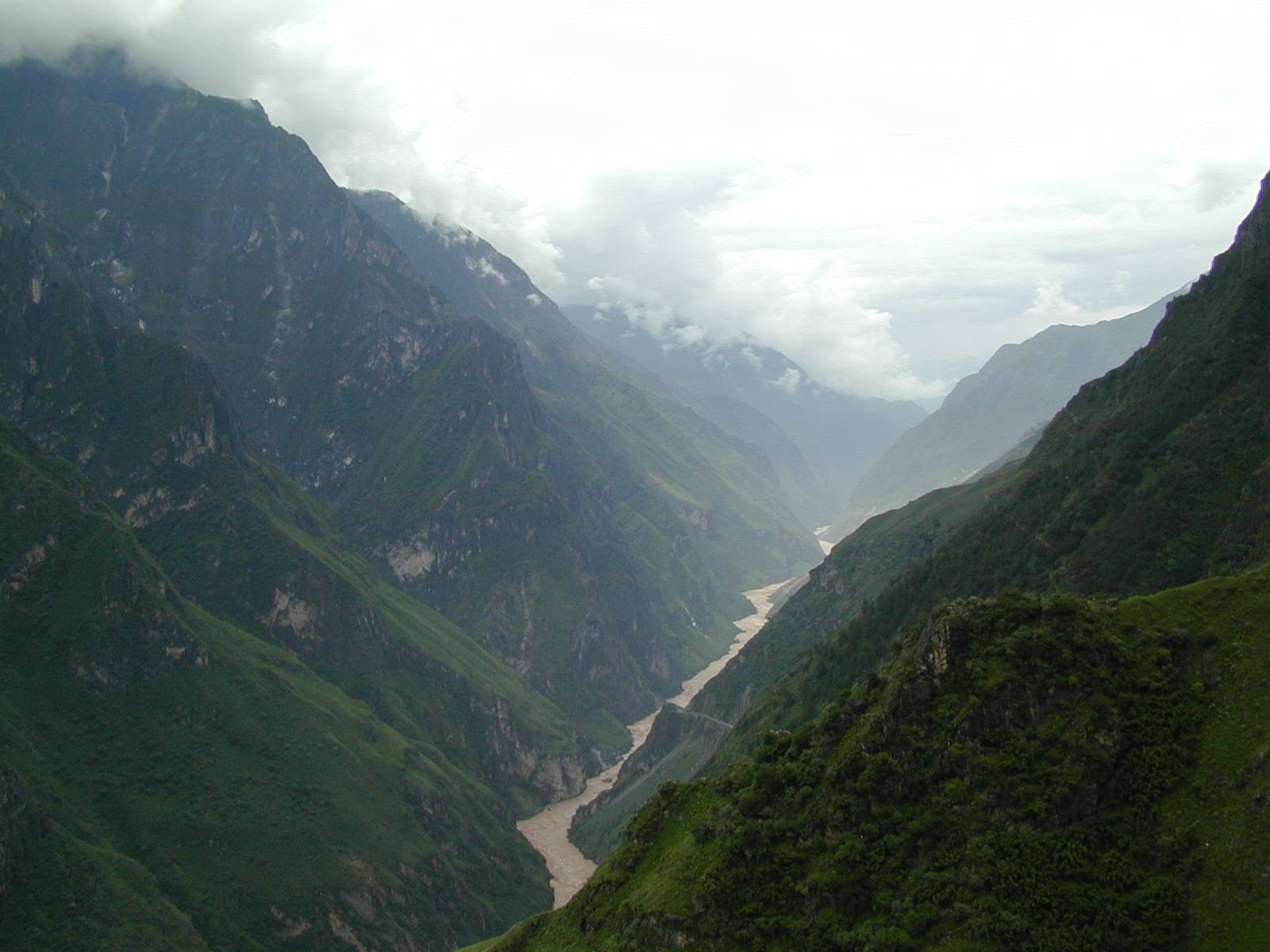
Hẻm núi Hổ Khiêu, trên đường Vạn lý Trường chinh

Vượt thoát cuộc truy kích của quân Trung Quốc Quốc dân đảng, đầu tháng 6 năm 1935, Hồng quân gặp được cánh quân của Trương Quốc Đào ở Tứ Xuyên. Nhưng vì giữa hai bên có bất đồng, nên hai lực lượng không hội quân nữa. Hồng quân tiếp tục di chuyển, vượt sông Kim Sa, rồi vượt Núi tuyết Ngọc Long cao hơn 16.000 feet, quanh năm tuyết lạnh. Nhiều Hồng quân đã ngã gục, chết vì đói lạnh và kiệt sức. Cũng tại đây Chu Ân Lai đã nhiễm cảm lạnh và suýt chết. Đến tháng bảy thì Hồng quân xuống được rặng núi. Sau khi qua rặng Ngọc Long sang Tứ Xuyên, Hồng quân chỉ còn lại 25 ngàn người sống sót, kể cả phụ nữ và trẻ con. Khoảng giữa tháng 8 năm 1935, Hồng quân vượt Cánh đồng cỏ hoang gần Tây Tạng, họ phải chịu sự đói khát, lạnh giá, thời tiết bất thường, thiếu dưỡng khí và muối, rất nhiều người đã mãi mãi nằm lại đầm lầy. Đầu tháng 9 năm 1935, Hồng quân thoát khỏi đầm lầy. Sau khi hành quân qua phía Đông Tây Tạng, Hồng Quân vượt qua đèo Lạp Tử Khẩu trên dãy Mân Sơn để sang tỉnh Cam Túc và cuối tháng 10 thì tới được căn cứ ở Diên An (mục tiêu của cuộc rút lui), số người tham gia cuộc Vạn lý Trường chinh còn không tới một phần mười.
Trong cuộc Vạn lý Trường chinh, Hồng quân đã đi qua 14 tỉnh, vượt qua 18 dãy núi, 24 con sông, tiến hành 380 cuộc chiến đấu, đánh chiếm hơn 700 huyện, thị xã, đánh tiêu hao hàng trăm trung đoàn của Quốc Dân Đảng, lập nên một kỳ tích trong lịch sử quân sự hiện đại. Họ cũng phải đi qua 6 khu vực của người thiểu số thù địch.
Cuộc Vạn lý Trường chinh đã xác lập một cách chắc chắn quyền lãnh đạo của Mao Trạch Đông đối với Đảng Cộng sản Trung Hoa. Những người tham gia khác cũng đã trở thành những nhà lãnh đạo đảng nổi bật như Chu Đức, Lâm Bưu, Lưu Thiếu Kỳ, Đổng Tất Vũ, Diệp Kiếm Anh, Lý Tiên Niệm, Dương Thượng Côn, Chu Ân Lai và Đặng Tiểu Bình hoặc các tướng lĩnh như: Hứa Thế Hữu...

## Nhận xét về Vạn lý Trường chinh
Một số đảng viên Đảng Cộng sản Trung Quốc đã nhận xét về cuộc Vạn lý Trường chinh như sau:
| “            | Đối với chúng tôi, giờ phút đen tối nhất của lịch sử là cuộc Vạn Lý Trường Chinh, nhất là khi chúng tôi phải băng qua Cánh Đồng Cỏ Hoang gần Tây Tạng. Hoàn cảnh của chúng tôi lúc đó thật tuyệt vọng. Không những chúng tôi không có gì để ăn, mà chúng tôi không có cả nước uống. Vậy mà chúng tôi vẫn thoát hiểm và chiến thắng. | ” |
| — Chu Ân Lai | |   |

| “                | Mỗi giấc ngủ của tôi phải trả giá bằng sự hy sinh của một đồng chí. | ” |
| — Mao Trạch Đông |                                                                     |   |

## Người Việt Nam tham gia Vạn lý Trường chinh

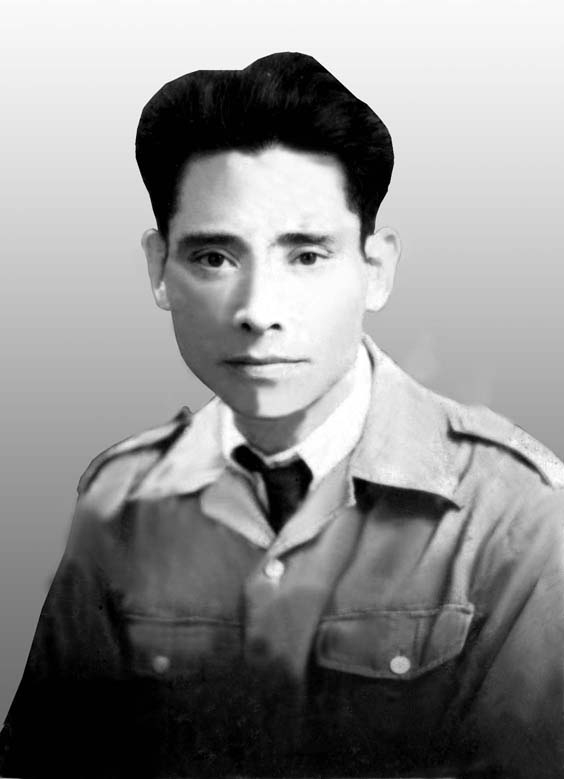
Lưỡng quốc Tướng quân Nguyễn Sơn, người Việt Nam duy nhất tham gia toàn bộ cuộc Vạn lý trường chinh.

Lưỡng quốc Tướng quân Nguyễn Sơn là người Việt Nam duy nhất đã đi hết cuộc Vạn lý trường chinh. Ông phụ trách tiền trạm và giải quyết thương bệnh binh. Trên đường Vạn lý Trường chinh có lúc Nguyễn Sơn phải đi một mình, ông từng lạc đường đến vùng dân tộc thiểu số, phải giả câm xin chăn dê để có cơm ăn, dưỡng sức tìm đường. Về tới Diên An, Nguyễn Sơn trở nên gầy gò như một bộ xương, vì thế không ai nhận ra ông. Trong thời gian Vạn lý Trường chinh, do liên tục đấu tranh với những điều sai trái, Lưỡng quốc Tướng quân Nguyễn Sơn bị khai trừ Đảng Cộng sản 3 lần và bị vu cáo là "phản động", là gián điệp quốc tế, có lúc suýt bị tử hình.
Người Việt Nam thứ hai tham gia Vạn lý Trường chinh là Lý Ban (1912-1981) nguyên Thứ trưởng Bộ Ngoại thương. Ông tên thật là Bùi Công Quan, sinh tại Bến Lức, Cần Đước, tỉnh Chợ Lớn (nay là Long An), trong một gia đình đại điền chủ có hàng ngàn công đất "thẳng cánh cò bay". Lý Ban tham gia Việt Nam Thanh niên cách mạng đồng chí Hội, năm 1930 vào An Nam cộng sản Đảng. Năm 1932, ông sang Trung Quốc, năm 1934, vào học Trường Đảng Khu căn cứ Thụy Kim (tỉnh Giang Tây). Khi Tưởng Giới Thạch tấn công Khu căn cứ Thuỵ Kim, Lý Ban tham gia Vạn lý Trường chinh nhưng bị ốm nặng phải ở lại dọc đường. Khi khỏi bệnh, mất liên lạc, ông lội bộ hàng nghìn cây số, vượt vòng vây, trở về Quảng Đông.

## Những người phụ nữ trong cuộc Vạn lý Trường chinh
Có khoảng 2000 người phụ nữ tham gia cuộc Vạn lý Trường chinh, họ là vợ lãnh đạo cao cấp, cán bộ, y tá, liên lạc viên nhưng phần lớn nằm trong trung đoàn nữ thuộc Đệ tứ quân đoàn. Vợ lãnh đạo cao cấp có: 
- Hạ Tử Trân (vợ Mao Trạch Đông): Xuất thân là một giáo viên, rồi trở thành thư ký riêng cho Mao Trạch Đông, sống chung với Mao từ năm 1928, kết hôn chính thức với Mao năm 1930.[15]. Trong cuộc Vạn lý Trường Chinh bà sinh hai lần, gửi con cho các nông dân địa phương nuôi, dự định sau này sẽ trở lại tìm kiếm, nhưng tất cả đều mất tích. Năm 1937, Hạ Tử Trân qua Mạc tư khoa chữa bệnh, tại đó Hạ Tử Trân sinh được một đứa con trai, đứa con thứ sáu cũng là đứa con cuối cùng của bà với Mao. Hạ Tử Trân bắt đầu mắc bệnh tâm thần khi đứa con chết vì bệnh sưng phổi. Mãi đến năm 1948, Hạ Tử Trân trở về Trung hoa, lúc này Mao đã có người vợ mới là Giang Thanh và bị cấm không được về Bắc Kinh theo lệnh Giang Thanh. Ngày 29 tháng 4 năm 1984, Hạ Tử Trân mất tại Thượng Hải
- Khang Khắc Thanh (vợ Chu Đức): nữ tiểu đoàn trưởng đầu tiên của Hồng quân, một chiến sĩ gan dạ, khỏe mạnh và cũng là một tay súng thiện xạ, đã cầm súng từ khi 15 tuổi. Khang Khắc Thanh kết hôn với Chu Đức năm 1929, tại Tỉnh Cương Sơn.[16] Khang Khắc Thanh cho rằng cuộc trường chinh chỉ là một chuyến đi dạo mát (?).
- Lưu Chung Tiên, (vợ của Bác Cổ): xuất thân từ giai cấp công nhân, gia nhập đảng cộng sản trước cuộc tàn sát tại Thượng Hải và được gửi sang Nga học tập bốn năm. Tại Nga, Lưu Chung Tiên gặp và kết hôn với Bác Cổ.
- Đặng Dĩnh Siêu, vợ của Chu Ân Lai, bà bị bệnh lao phổi ngay khi cuộc Trường chinh bắt đầu.

## Trong văn hóa đại chúng
Sự kiện này đã được dựng thành phim truyền hình, lấy tên Trường chinh, năm 2001, có sự tham gia của Đường Quốc Cường, Lưu Kình, Vương Ngũ Phúc, Trần Đạo Minh.